# Економија фашизма
Економија фашизма, је као економски систем, социјализам са одређеним капиталистичким додацима. Реч потиче од fasces, што представља римски симбол моћи и колективизма: повезан свежањ шипки са истуреном секиром. У своје време (1920 и 1930), фашизам је био виђен као позитиван медиј између:
- брзог развитка и брзе пропасти, чему је склон либерални капитализам, са својим предодређеним класним сукобима, потрошном конкуренцијом и профитом који је настао због егоизма и
- револуционарног марксизма, који је насилно прогонио буржоазију због социјалне поделе.

Фашизам је заменио специјалност национализма и расизма „крви и тла“ - за интернационализам и класичног либерализма и марксизма.

## Социјалистички елементи у фашизму
Тамо где је социјализам тражио тоталитарну контролу државних социјалних процеса кроз директну државну контролу, фашизам је ту контролу тражио индиректно, кроз влат над начелно приватним власницима. Тамо где је социјалзам директно национализовао имовину, фашизам је то радио прећутно, тражећи од власника да користе своју имовину у „националном интересу“. Тако је ту теорију схватала аутокративна власт. И поред свега тога, одређене индустријске гране је директно водила држава.
У секторима где је социјализам укинуо све тржишне односе, фашизам их је све оставио, али је сам планирао све економске активности. Фашизам је за разлику од социјализма, који је укинуо цене и новац, постављао цене и плате на политичком нивоу. Радећи све ово, фашизам је променио природу тржишта. Министри, а не потрошачи су одређивали шта ће се производити и у којим условима.

## Фашизам и интервенционизам
Фашизам треба разликовати од економског интервенционизма или мешане економије. Интервенционизам жели да наводи процесе на тржишту, не да их укине, што је урадио фашизам. Минимална плата и антимонополски закон, иако су регулисали слободно тржиште, су кап у мору у односу на вишегодишње планове Министарства економије.
Под фашизмом, држава, кроз званичне картеле контролише све елементе производње, трговине, финансија и пољопривреде. Планери одређују линије производа, нивое производње, цене, плате, услове рада и величине фирми. Лиценцирање је било подразумевано; ниједна економска активност се није могла спровести без дозволе владе. Нивои потрошње су били одређивани од стране владе, и сви додатни приходи су били карактерисани као „позајмице“ или „таксе“. Стално оптерећивање произвођача је створило предности страним компанијама које су желеле да извозе. Али пошто је државна политика била да је у било свега што је потребно, протекционизам је био неопходан. Увоз је био забрањен или строго контролисан, остављајући страна тржишта само за извор сировина који није био доступан у држави. Тако фашизам није био компатибилан са Радничком дивизијом, и самим тим основама либерализма.

## Корпоративни елементи у фашизму
Фашизам је у себи имао корпоративизам, који је у политичком представљању био базиран на трговини и индустрији, пре него на географији. Овим је фашизам показао своје корене у синдикализму, облику социјализма који је настао на истоку. Држава је картелизовала фирме у истој индустријској грани, и са представницима радника и менаџмента, који су масовно учествовали на регионалним и националним одборима - који су на крају увек били под пуним ауторитетом диктаторовог економског плана. Корпоратизам је постојао да би се спречили раднички штрајкови и затварање радних места. Цена те наметнуте „хармоније“ је губљење могућности ценкања и слободног кретања.

## Комунизам као главна опасност
Да би смањили друштвено незадовољство и одржали висок ниво запослености, фашистичка власт је организовала масовне јавне радове, који су финансирани високим таксама, позајмицама и штампањем новца. Доста ових пројеката је било локалног карактера - путеви, стадиони, зграде - највећи пројекти су били војне природе, стварањем велике војске и масовним наоружавањем.
Непријатељство фашистичких лидера према комунизму је било погрешно схваћено као поштовање и уважавање капитализма. У ствари, фашистички аниткомунизам је био мотивисан мишљењем да је у колективистичком миљеу двадесетих година у Европи, комунизам био највећи ривал у стицању људске верности. Као и у комунизму, и у фашизму, сваки грађанин је сматран као радник и житељ тоталитарне, партијски контролисане државе. Због тога, држава је имала апсолутну власт да користи силу, или претњу истом, да би угушила макар и мирну опозицију.

## Фашистичка економија у Немачкој и Италији
Ако се званични стваралац фашизма може одредити, онда је то Бенито Мусолини, који је био стари Марксистички уредник. Ухваћен у националистичкој грозници, одрекао се левичарских схватања како се ближио Први светски рат и постао вођа у Италији 1922. године. Мусолини је издвојио фашизам из либералног капитализма у својој аутобиографији из 1928:
| „                 | Грађанин у фашистичкој земљи више није себични појединац који има антисоцијално право да се побуни против било ког закона у Колективу. Фашизам са својим схватањем корпоративности, ставља људе и њихове могућности у продуктивни рад, и за њих тумачи дужности које треба да изврше. | ” |
| — Бенито Мусолини | |   |

Пре његовог преласка у империјалисте, Мусолини је често био хваљен за свој економски програм од стране истакнутих Американаца и Британаца, укључујући и Винстона Черчила.
На сличан начин, Адолф Хитлер, чија је Нацистичка партија прихватила и увела фашизам у Немачку, говорио је почетком 1933. године:
| „              | Држава треба да задржи могућност надгледања, и сваки власник имовине треба да сматра да га је на то место поставила држава. Његова дужност није да користи своју имовину против интереса својих сународника. Ово је кључна ствар. Трећи рајх ће задржати своје право да контролише власнике имовине. | ” |
| — Адолф Хитлер | |   |

Обе нације су показале разрађене шеме за њихове економије, са задатком остваривања државних циљева. Мусолинијева корпоративна држава „разматрала је приватну иницијативу у производњи као најефектнији инструмент за заштиту државних интереса“. Израз „иницијатива“ се много разликовала од њеног схватања у тржишној економији. Радници и менаџмент су били организовани у двадесет две индустријске и трговачке „корпорације“, где су се у свакој у врху налазили високи чланови Фашистичке партије. Корпорације су биле уједињене у Национални Савет Корпорација. Међутим, праве одлуке су доношене од стране државних агенција, као што су Instituto per la Ricosstruzione Industriale, која је имала удела у индустријским, пољопривредним и фирмама које су се бавиле некретнинама, и Instituto Mobiliare која је контролисала национални кредит.
Хитлеров режим је неутралисао мале корпорације и обавезао фирме да буду чланови картела. Економска комора Рајха је била на врху компликоване бирократске пирамиде, која се састојала од скоро двеста организација, која су укључивала индустријски, комерцијални и машински сектор, као и неколико националних савета. Раднички фронт, продужена рука Нацистичке партије, усмеравала је сва тржишна кретања, укључујући и плате као и одређивање радника на одређене послове. Регрутовање радника је започето 1938. Две године раније, Хитлер је представио четворогодишњи план, да се државна економија пребаци на ратну основу. У овом периоду, у Европи су Шпанија, Португалија и Грчка увеле фашистички облик економије.